# Stollberg (Steigerwald)
Der Stollberg ist mit 476 m ü. NHN einer der höchsten Berge im Steigerwald. Er liegt in der Gemarkung Handthal im Ortsgebiet von Oberschwarzach, einem Markt im Landkreis Schweinfurt im bayerischen Regierungsbezirk Unterfranken.

## Geographische Lage
Der Stollberg erhebt sich am westlichen Rand des Steigerwaldes. Bekannt ist der Berg vor allem durch seine exponierte Lage und durch den Weinanbau. Er ist etwas höher als die benachbarten Berge und von ihnen weitgehend getrennt. Außerdem ragt er weit in die vorgelagerte flachere Landschaft des Handthales hinein, das 150 Höhenmeter tiefer liegt. Dadurch wirkt der Berg vor allem von der Südseite sehr markant und bietet eine sehr gute Aussicht. Der südliche Hang des Berges ist vollständig von Weinbergen überzogen. Der Rest des Berges ist bewaldet und liegt im Stollbergforst. Am Bergrücken entspringt der Sägbrunngraben, ein Oberlauf des Handthaler Bachs, der wiederum ein Oberlauf der Schwarzach ist. Am Fuße des Berges liegt der Weinbauort Handthal, welcher Teil des Marktes Oberschwarzach ist. Nördlich davon liegt das Murrleinsnest (460 m ü. NHN), und südlich davon der Geiersberg (440 m ü. NHN).

## Naturschutz
Der Stollberg liegt innerhalb des Naturparks Steigerwald. Die Wälder, die auf dem Stollberg liegen, befinden sich innerhalb der Schutzzonen des FFH-Gebiets Buchenwälder und Wiesentäler des Nordsteigerwalds sowie des Vogelschutzgebiets Oberer Steigerwald. Auf dem Stollberg befinden sich sechs verschiedene Naturwälder, die denselben Schutzstatus wie Naturwaldreservate haben. Die Größe der Gebiete liegt zwischen 0,5 und 20 Hektar.

## Weinanbau
Am Stollberg befindet sich das am höchsten gelegene Weinbaugebiet Frankens. Traditionell beginnt hier meist die erste Weinlese im Herbst.

## Sehenswürdigkeiten
Auf dem Gipfel befindet sich die Burgruine Stollburg. Von der ehemaligen Burganlage, heute ein Bodendenkmal, ist noch ein 14 Meter hoher Rest des achteckigen Bergfrieds mit bis zu 2,5 Meter starken Mauern erhalten. Weiter erhalten von der Burg sind noch kleinere Mauer- und Gewölbereste und ein halbverschütteter Kellereingang.